# Sinan-Beg-Moschee

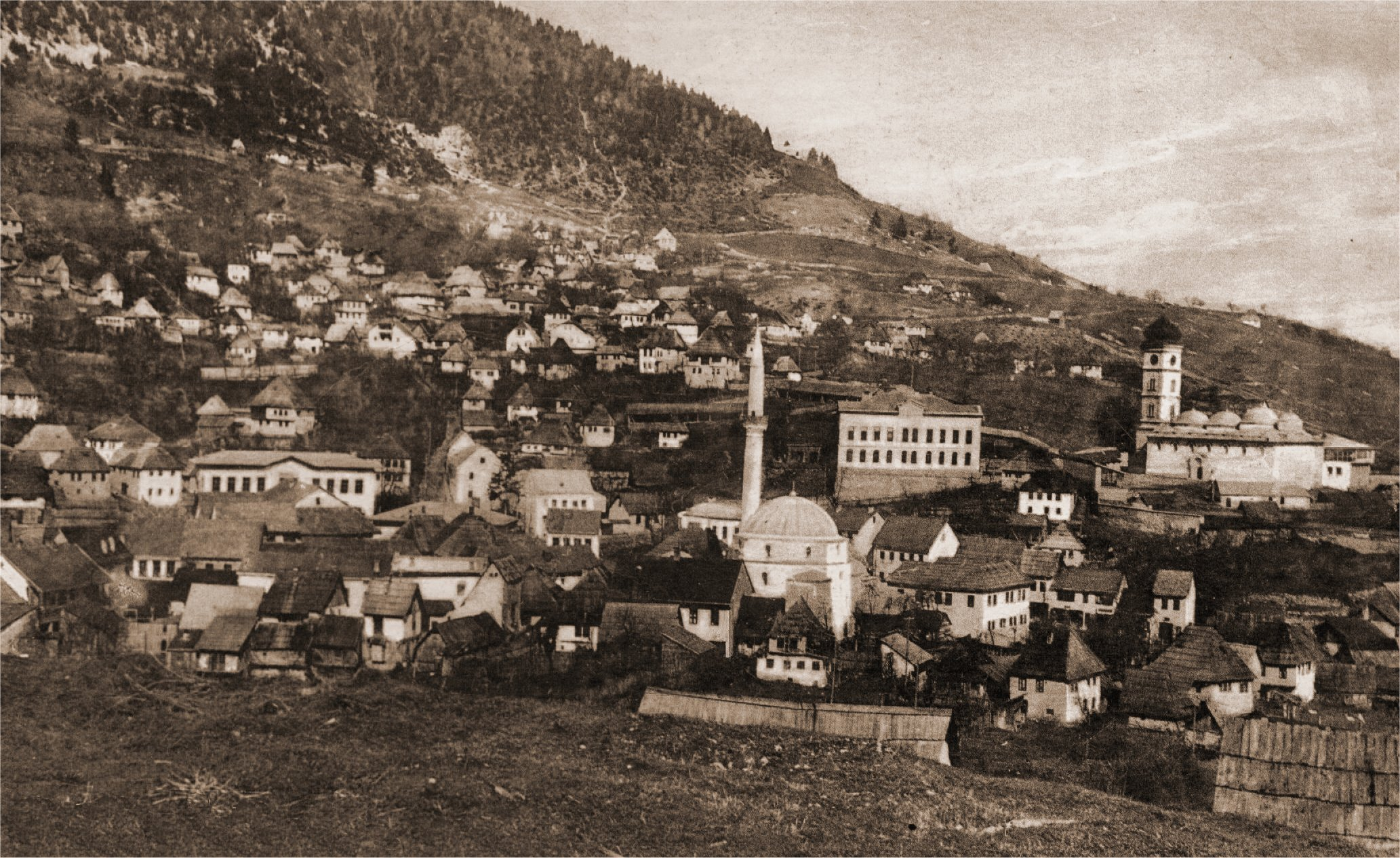
Blick über Čajniče, im Vordergrund die Sinan-Beg-Moschee (um 1900)

Die Sinan-Beg-Moschee (Sinan-begova džamija) war eine Moschee in Čajniče (Чајниче) in Bosnien und Herzegowina nahe der Grenze zu Montenegro. 

## Geschichte
Die Moschee wurde im Jahr 1570 im Auftrag des Sandschakbegs Sinan Beg Boljanović erbaut. Sie wurde wie alle Moscheen in Čajniče während des Bosnienkriegs zerstört und nicht wieder aufgebaut.

## Anlage
Die Moschee war wie die Aladža-Moschee in Foča und die Ali-Pascha-Moschee in Sarajevo im „klassischen“ Stil auf quadratischem Grundriss errichtet und besaß eine große Kuppel auf achteckigem Tambour. Die große Vorhalle an der Stirnseite ruhte auf vier Säulen, sie war von drei kleinen Kuppeln gekrönt. Das kannelierte Minarett stand unmittelbar neben dem Baukörper; es besaß ein verziertes Scheref. Neben der Moschee befanden sich zwei Grabkammern für den Stifter und seine Frau, die von Kuppeln überwölbt waren.